# Neurodiversität

Das regenbogenfarbige Unendlichkeitszeichen repräsentiert sowohl die Vielfalt des Autismus-Spektrums als auch die größere Neurodiversitätsbewegung.

Neurodiversität („neurologische Diversität“) ist – gemäß dem 2011 an der Syracuse University (New York) gehaltenen National Symposium on Neurodiversity – ein Begriff aus einem Konzept, in dem neurobiologische Unterschiede als eine menschliche Disposition unter anderen angesehen und respektiert werden; atypische neurologische Entwicklungen werden als natürliche menschliche Unterschiede eingeordnet. Nachdem das Konzept Menschen jedweden neurologischen Status umfasst, sind alle Menschen als neurodivers zu betrachten, der Begriff Neuro-Minderheit („neurominority“) verweist auf Menschen, die als Minderheit nicht neurotypisch sind.
Im Konzept der Neurodiversität werden unter anderem Personen mit Autismus, ADHS, Dyskalkulie, Legasthenie, Dyspraxie, Synästhesie, Tourette-Syndrom, bipolarer Störung und Hochbegabung zu den neurodivergenten Menschen gezählt. Diese Ausprägungen gelten in der Neurodiversitätsbewegung als natürliche Formen der menschlichen Diversität, die derselben gesellschaftlichen Dynamik unterliegen wie andere Formen der Diversität. Sie wendet sich damit entschieden gegen eine Pathologisierung von Neuro-Minderheiten.

## Das Wort „Neurodiversität“
Neurodiversität setzt sich aus zwei Begriffen zusammen:
- Die Neurologie (altgriechisch νεῦρον neuron, deutsch ‚Nerv‘ und -logie ‚Lehre‘) als Wissenschaft und Lehre vom Nervensystem ist ein Teilgebiet der Medizin;
- Diversität (lateinisch diversitas – „Verschiedenheit“ bzw. „Unterschied“) wird in der vorliegenden Verbindung zur Neurodiversität und meint die neurologische Vielfalt.

Neurodiversität ist ein Ansatz, der sich mit den Bereichen Lernen und Behinderung befasst und hervorhebt, dass neurologische Verschiedenheiten als Resultat normaler genetischer Variation entstehen. Unterschiede in der neurologischen Ausstattung werden damit als Erscheinungsformen sozialer Vielfalt verstanden, ebenso wie Geschlecht, Ethnie, sexuelle Orientierung oder Behinderung.

## Begriffsgeschichte

### Entstehung des Begriffs
Der Neologismus Neurodiversität entstand in den späten 1990er-Jahren als Kritik an der vorherrschenden Meinung, neurologische Diversität sei inhärent pathologisch. Er hat seinen Ursprung in der Neurodiversitätsbewegung. Sein Ursprung wird Judy Singer zugeschrieben, einer australischen Sozialwissenschaftlerin, die zu Autismus forscht und diese Begriffsbildung in Zusammenhang mit einem neuen neurologischen Selbstbewusstsein setzt.
Einige Autoren schreiben den Begriff auch der früheren Arbeit des Autistenvertreters Jim Sinclair zu, der einer der Hauptorganisatoren der frühen internationalen Onlinegemeinschaft von Autisten war. Sinclairs 1993 gehaltene Rede „Trauert nicht um uns“ (“Don’t Mourn For Us”) erwähnte, dass manche Eltern die Autismusdiagnose ihres Kindes als eines „der traumatischsten Dinge, die ihnen je passiert seien“, beschrieben. Sinclair (welcher erst im Alter von 12 Jahren zu sprechen begann) zielte auf diese gemeinsame Trauer der Eltern, indem er sie bat, die Perspektive der Autisten selbst einzunehmen: „Es ist kein normales Kind hinter dem Autismus versteckt. Autismus ist eine Art des Seins. Er ist beständig; er färbt jede Erfahrung, jede Wahrnehmung, jeden Gedanken, jedes Gefühl und jede Begegnung, jeden Teil einer Existenz.“

### Begriffsverwendung
In einem Artikel der New York Times vom 30. Juni 1997 benutzte Harvey Blume den Begriff Neurodiversität nicht, aber er formulierte die Grundidee mit der Umschreibung „neurologischer Pluralismus“ (neurological pluralism):

“Yet, in trying to come to terms with an NT [neurotypical]-dominated world, autistics are neither willing nor able to give up their own customs. Instead, they are proposing a new social compact, one emphasizing neurological pluralism. … The consensus emerging from the Internet forums and Web sites where autistics congregate […] is that NT is only one of many neurological configurations – the dominant one certainly, but not necessarily the best.”

„Auch wenn sie versuchen sich mit einer NT[neurotypisch]-dominierten Welt auseinanderzusetzen, sind Autisten weder bereit noch in der Lage, ihre eigene Lebensweise aufzugeben. Stattdessen schlagen sie eine neue Lebenskultur vor, eine, die neurologischen Pluralismus betont. … Neurotypisch zu sein ist nur eine von vielen neuronalen Möglichkeiten – die dominante, aber nicht unbedingt die beste, so der Konsens aus den Internetforen und Websites, in denen sich Autisten versammeln, […].“

Am  30. September 1998 verwendete Blume den Begriff in einem Artikel in The Atlantic vom auf (wo er ihn nicht mit Singer in Verbindung brachte):

“Neurodiversity may be every bit as crucial for the human race as biodiversity is for life in general. Who can say what form of wiring will prove best at any given moment? Cybernetics and computer culture, for example, may favor a somewhat autistic cast of mind”

„Neurodiversität kann genauso entscheidend für die menschliche Spezies sein, wie es die Biodiversität für das Leben im Allgemeinen ist. Wer kann vorhersagen, welche Art der Vernetzung sich als die beste für einen bestimmten Moment herausstellen wird? Für die Kybernetik und Computerkultur zum Beispiel könnte sich so etwas wie eine autistische Gesinnung günstig auswirken.“

Eine Studie von 2009 von Edward Griffin und David Pollak teilte 27 Studierende (mit Autismus, Dyslexie, entwicklungsbedingter Koordinationsstörung, ADHS oder Schlaganfall) in zwei Kategorien von Selbstbildern ein: zum einen eine Unterschieds-Perspektive – unter der Neurodiversität als ein Unterschied angesehen wurde, der Stärken und Schwächen beinhaltet; zum anderen eine ‚medizinische/Defizit‘-Perspektive – unter der Neurodiversität als eine nachteilige medizinische Kondition angesehen wurde. Griffin und Pollack fanden heraus, dass zwar alle Studierenden gleichermaßen schwierige schulische Werdegänge schilderten – bedingt durch Exklusion, Missbrauch und Mobbing –; doch zeigten diejenigen, die sich selbst aus einer ‚Unterschieds-Perspektive‘ sahen (41 % der Studierenden), „ein höheres akademisches Selbstbewusstsein und Zutrauen in ihre Fähigkeiten und viele (73 %) drückten ernstzunehmende Karriereambitionen mit positiven und klaren Zielen aus.“ Viele der Studierenden berichteten, dass sie diese Sichtweise durch den Kontakt mit Fürsprechern der Neurodiversitätsbewegung in Onlinehilfegruppen gewonnen hatten.
Zum 15. Weltkongress von Inclusion International (2010) wurde das Konzept der Neurodiversität in Zusammenhang mit dem Sozialen Behinderungsmodell gebracht. Soziale Bedingungen werden dabei ins Zentrum der Betrachtung und Forschung gerückt, an der jeder einzelne Mensch teilnimmt. Neurodiversität und Beeinträchtigung werden ebenfalls als Thema behandelt. Laut Kongressaussagen geht es hierbei um die Anerkennung der Verschiedenheit des biologischen Hintergrundes, der sich aus dem neuen Wissen zu seltenen Formen der Neurodiversität ergibt. Dies stellt auch einen Schritt weg von der „Beschuldigung der Mütter“ beziehungsweise von Kühlschrankmutter-Theorien des 20. Jahrhunderts dar.
Laut Pier Jaarsma (2011) ist Neurodiversität ein „kontroverses Konzept“, das „atypische neurologische Entwicklungen als normale menschliche Unterschiede betrachtet.“ Diese Unterschiede können nach dem National Symposium on Neurodiversity solche beinhalten, die mit Dyspraxie, Dyslexie, Aufmerksamkeitsdefizit-/Hyperaktivitätsstörung, Dyskalkulie, Autismusspektrum, Tourette-Syndrom und anders bezeichnet werden.
Nick Walker sagte 2012, dass es so etwas wie ein „neurodiverses Individuum“ nicht gäbe, weil das Konzept der Neurodiversität alle Menschen jedweden neurologischen Status umfasse. Demnach seien alle Menschen neuro-divers. Walker findet, der Begriff Neuro-Minderheit („neurominority“) sei „ein gutes, nicht pathologisches Wort, um auf eine Minderheit von Menschen zu verweisen, die nicht neurotypisch sind.“ Er sagte auch, dass Menschen mit anderem neurologischen Stil „marginalisiert und schlecht in der dominanten Kultur aufgehoben“ seien. Walker schlägt vor, zwischen Neurodiversität als einem übergreifenden Konstrukt und dem Paradigma der Neurodiversität zu unterscheiden – dem „Verständnis von Neurodiversität als eine natürliche Form der menschlichen Diversität, die derselben gesellschaftlichen Dynamik unterliegt wie andere Formen der Diversität.“
Für Georg Theunissen (2015) ist Neurodiversität ein Konzept, von dem profitiert werden kann, da es ermöglicht, Stigmata und eine Definition über Defizite abzulegen. Es handelt sich in dieser Sichtweise eher um Andersartigkeit, die mit Fähigkeiten und Möglichkeiten verbunden ist. Eine Behinderung kann ohne eine eingeschränkte Sicht verhindert oder zumindest verringert werden. Das Neurodiversitätskonzept lässt sich der Antipsychiatrie im weiten Sinne zuordnen.

## Neurodiversität: Begriffsverwendung „Autismus“
Die amerikanische Interessenvertretung ASAN (Autistic Self Advocacy Network) lehnt – ganz im Sinne der Neurodiversitätsbewegung – defizitorientierte Begriffe wie „Autismus“ oder „Störung“ ab und plädiert stattdessen für personenbezogene Begriffe wie „Autist“. Sie fordert eine Veränderung der aktuellen Begriffsverwendung, in der Hoffnung, somit ein gesellschaftliches Umdenken – weg von einer defizitären Sichtweise – zu fördern.
In Bezug zu Autismus ist die im Buch von Nick Walker The real experts beschriebene Definition in verschiedene Sprachen übersetzt worden und wird international verwendet:

“Autism is a genetically-based human neurological variant. […] Autism is a developmental phenomenon, meaning that it begins in utero and has a pervasive influence on development, on multiple levels, throughout the lifespan. Autism produces distinctive, atypical ways of thinking, moving, interaction, and sensory and cognitive processing.”

„Autismus ist eine genetisch bedingte menschliche neurologische Variante. […] Autismus ist ein Entwicklungsphänomen, was bedeutet, dass es im Mutterleib beginnt, angeboren ist und während der gesamten Lebensdauer einen tiefgreifenden Einfluss auf die Entwicklung auf verschiedenen Ebenen hat. Autismus verursacht charakteristische, untypische Arten des Denkens, der Bewegung, der Interaktion sowie der sensorischen und kognitiven Verarbeitung.“

Theunissen bezeichnet in Menschen im Autismus-Spektrum die Rolle der Theorie Markrams zu Autismus in der Forschung als führend.

“The Intense World Syndrome suggests that the autistic person is an individual with remarkable and far above average capabilities due to greatly enhanced perception, attention and memory. … It may well turn out that successful treatments could expose truly capable and highly gifted individuals.”

„Das Intensiv-Welt-Syndrom deutet darauf hin, dass Autisten aufgrund der stark überdurchschnittlichen Wahrnehmung, Aufmerksamkeit und Erinnerungsvermögen Menschen mit bemerkenswerten und herausragenden Fähigkeiten sind. … Es kann gut sein, dass sie sich unter erfolgreichen Behandlungsweisen zu hoch begabten Individuen entwickeln.“

Dies führt zu typischem Verhalten von Autisten. Die aus diesem Zusammenhang entstehenden neuronalen Muster sind individuell. Das erklärt die Verschiedenheit der Autisten. Angeblich angeborene Defizite beschreibt er als Folge negativer Vorkommnisse im Leben von Autisten. Erst wenn Überforderung eintritt, die als belastend erinnert und als feindselig verarbeitet wird, tritt dies ein. Diese Theorie setzt Theunissen in seinem Werk in Verbindung zur Möglichkeit des Gelingens von menschenrechtsbasierter Inklusion im Sinne der Neurodiversität. Um Autisten förderlich zu behandeln, so dass sie sich erfolgreich entwickeln, bedarf es einer neuronal passenden Umgebung, die Vertrautheit, Ruhe, Überschaubarkeit und Vorhersagbarkeit bieten kann. Die von Markram empfohlenen zusätzlichen Medikamente werden als kritisch betrachtet, weil sie die Fähigkeiten blockieren können. Es wird darauf hingewiesen, dass es entsprechender Konzepte bedarf, die Teilhabe ermöglichen, ohne einen reizarmen Kokon zu schaffen.
Eine Onlineumfrage von 2013 beinhaltete folgende Aussage:

“Such a deficit-as-difference conception of autism suggests the importance of harnessing autistic traits in developmentally beneficial ways, transcending a false dichotomy between celebrating differences and ameliorating deficit”

„Eine solche Konzeption von Defizit-als-Unterschied impliziert, dass es wichtig ist, autistische Eigenschaften unter ihren entwicklungstechnisch vorteilhaften Gesichtspunkten zu betrachten und damit eine falsche Dichotomie zwischen dem Zelebrieren von Unterschieden und dem Ameliorieren von Defiziten zu überwinden“

Hintergrund
Die Erklärung, um was es sich bei Autismus handelt, stützt sich im pathologischen Modell auf drei Haupttheorien, die Theory of Mind (1985), die Theorie der Schwachen Zentralen Kohärenz (1989) sowie die der Exekutiven Dysfunktion (1991). In diesen Werken wird deutlich auf die Defizite eingegangen, die sich für Autisten aus diesen Theorien in den Bereichen der Wahrnehmung, des Denkens und Handelns ergeben. In verschiedenen Werken wird seit 2005 beschrieben, dass diese Interpretationen aus den Hypothesen keine Eindeutigkeit ergeben. Im Konzept der Neurodiversität werden die Ergebnisse aus den Hypothesen aus diesem Umstand heraus anders betrachtet. Es ist von daher von einem veränderten Wahrnehmungsstil autistischer Personen die Rede und Defizite werden nicht mehr als eindeutiges Merkmal von Autismus betrachtet.
Im diagnostischen und statistischen Leitfaden psychischer Störungen (DSM; englisch Diagnostic and Statistical Manual of Mental Disorders) sowie der Internationalen statistischen Klassifikation der Krankheiten und verwandter Gesundheitsprobleme (ICD, englisch International Statistical Classification of Diseases and Related Health Problems) ist die Autismus-Spektrum-Störung beschrieben und im pathologischen Modell fest verankert. Die Mehrheit der Bevölkerung geht somit davon aus, dass Autismus eine Krankheit ist, die einer medizinischen Behandlung bedarf.
Das Konzept der Neurodiversität hingegen wendet sich in die Richtung einer Pädagogik, die im Umgang mit autistischen Kindern diese als gesunden Teil menschlicher Vielfalt behandelt sowie auf Barrieren achtet, so dass die Umgebung neuronal passend ist. Die Anhänger der Neurodiversitätsbewegung begründen dies damit, dass die genannten Modelle nicht in der Lage sind zu erfassen, was Autismus ist, die Ursache ist weiterhin unbekannt, auch wenn die Wissenschaft weiter darüber diskutiert.

## Kontroversen
Das Konzept Neurodiversität wird kontrovers diskutiert: Zum einen bei der Frage, ob ein Sinn darin bestehe, die Menschen in verschiedene Neuro-Typen zu unterteilen; hierbei werden individuelle und auch kulturelle Entwicklung näher betrachtet. Zum anderen werden Aspekte der Selbst- und Fremdwahrnehmung sowie Behinderungsmodelle thematisiert. Diskutiert wird im Zusammenhang mit Autismus auch, inwiefern das Neurodiversitäts-Modell zur Beschreibung „schwerer“ Fälle geeignet ist.

### Soziale und kulturelle Aspekte
Studien aus dem Jahr 2014 stellen Hypothesen zur Entstehung autistischer Gehirne auf. Es gilt als sicher, dass Unterschiede zu neurotypischen Gehirnen ab sehr frühem Alter existieren. Die Verschiedenheit in der Entwicklung wird kontrovers diskutiert im Hinblick auf Reaktionen darauf. Die Tendenzen gehen in die Beibehaltung des medizinischen Modells sowie der Bestrebung in Richtung des sozialen Modells von Behinderung. Die Bewertung der Erkenntnisse und die Schlussfolgerungen daraus unterscheiden sich drastisch.
Ob sich die Menschen mit Neurodiversität identifizieren, ist verschieden. Es ist zu beobachten, dass diese Neuro-Identitätszuordnung zum Teil eine Feindschaft zwischen den „Typen“ verursacht. Es wird als Ursache vermutet, dass dies an einem Mangel an Selbstreflexion und Kritik an sich selbst liegt sowie an einer Tendenz, sich neurologischen und menschlichen Modellen zu unterwerfen. „Neuro-Fatalismus“ ist ebenfalls zu beobachten; die Menschen sehen dabei ihre angeborene Biologie als nicht änderbar, sie sehen sich als ein Personen-„Typ“. Die MRT-Bilder beschreiben einen Zustand, mit dem sich die Patienten identifizieren, als ihr eigenes Schicksal, das sie auch selbst erleben; es findet eine Identifikation mit der Diagnose statt. In den letzten 30 Jahren führte die Differenzierung in auch pathologische Neuro-Typen in manchen Bereichen der Gesellschaft bereits zu einer erkennbaren „Autismus-Phobie“.

### Medizinische Aspekte
Durch Diagnosen werden Hilfsmöglichkeiten in den verschiedenen Sozialbereichen eröffnet. Auch wenn dies eine pathologische Betrachtung zur Folge hat, wird dieses Stigma unterschiedlich betrachtet. Manche Betroffenen, die sich dann auch betroffen fühlen, identifizieren sich damit und begrüßen es, da sie gesehen werden in den Problemen und dem Leid, das sie real erleben. Sie sind dringend auf Hilfe angewiesen, und von Medizinern wie ihnen selbst wird das medizinische Modell der Behinderung als Bereicherung betrachtet.
Innerhalb des medizinischen Behinderungsmodells sind Schwierigkeiten bekannt, da die Antragstellung und der Zuordnungsprozess von Hilfen zu den Betroffenen zum Teil nicht barrierefrei gestaltet ist. Die Hilfe kommt nicht zwangsläufig bei den Hilfsbedürftigen an, was zu einem bisher nicht lösbaren kontroversen Diskurs führt. Auch Theunissen beschreibt in seinem Buch vieles als Träume Behinderungserfahrener, die durch die UN-BRK (Übereinkommen über die Rechte von Menschen mit Behinderungen) zwar angestrebt und dadurch auch ermöglicht werden, aber noch nicht mittels eines Universellen Designs umgesetzt sind.

### Weitere Diskurse
Im „medizinischen Modell von Behinderung“ werden psychologische Unterschiede als „Störungen, Defizite oder Dysfunktionen“ bezeichnet, falls diese als pathologisch eingeordnet werden. Diese gelten im Modell allgemein als behandlungsbedürftig. David Pollak – der Autor der vorangehenden Referenz – sieht „Neurodiversität als einen inklusiven Begriff, der die Gleichwertigkeit aller psychischen Zustände ausdrückt“.
Manche geben zu bedenken, dass der Begriff Neurodiversität zu medizinisch klingt, um Diversität ohne pathologischen Charakter darzustellen.
Auch sind sich die Autoren nicht einig darin, ob es im Konzept der Neurodiversität nicht zu Problemen kommen kann, wenn jegliche Neurodiversität als reine Verschiedenheit betrachtet wird. Sie schlagen eine eng gefasste Konzeption von Neurodiversität vor, die sich nur auf hochfunktionale Autisten bezieht. Die Begründung liege in der Sozialgesetzgebung, da derzeit insbesondere frühkindliche Autisten ohne Diagnose keinerlei Unterstützung im deutschen Sozialrecht gewährt bekämen. Eine sofortige Etablierung eines weiter gefassten Verständnisses lehnen sie von daher ab. Auch erwachsene Autisten bestätigen die Notwendigkeit der Diagnose und ihre Behandlungs- sowie Hilfsbedürftigkeit, um Probleme beim Bestreiten des Lebensunterhaltes, der sozialen Kontaktpflege, Handlungsplanung und Motorik zu bewältigen. Die etablierten Eltern- und Fachkräfteverbände im Autismusbereich haben sich darauf seit Jahrzehnten spezialisiert und ein entsprechendes Hilfs- und Behandlungssystem nach dem medizinischen Behinderungsmodell aufgebaut und ausgearbeitet. Die derzeitigen Konzepte zur Inklusion schließen an diese Praxis an, auch wenn Neurodiversität als Konzept in Betracht gezogen wird.
Die Pathologisierung der Normabweichung kann für die Existenz von Autisten auch zu einer Gefahr werden, wenn irgendwann genetische Marker für Autismus im Erbgut entdeckt würden, die dann eine Abtreibung ermöglichen würden. Dies wird von vielen Autisten abgelehnt.